# Липниця (Врачанська область)
Ли́пниця (болг. Липница) — село у Врачанській області Болгарії. Входить до складу общини Мизія.

## Населення
За даними перепису населення 2011 року у селі проживали 737 осіб.
Національний склад населення села:
| Національність   | Кількість осіб | Відсоток |
| ---------------- | -------------- | -------- |
| болгари          | 577            | 79,3%    |
| цигани           | 142            | 19,5%    |
| не визначились   | 4              | 0,5%     |
| Всього відповіли | 728            |          |

Розподіл населення за віком у 2011 році:
Динаміка населення: